# Kalidou Yero
Kalidou Coulibaly Yero (Dakar, 19 de agosto de 1991) é um futebolista profissional senegalês que atua como atacante, atualmente defende o SC Freamunde .

## Carreira
Kalidou Yero fez parte do elenco da Seleção Senegalesa de Futebol nas Olimpíadas de 2012.